# 私 (曲)
「私」（わたし）は、大塚愛の楽曲。2017年2月8日から音楽配信サイトで先行配信され、同年2月15日にavex traxから彼女の24枚目のシングルとしてCDがリリースされた。

## 解説
シングルとしては前作「モアモア」からおよそ2年9ヶ月ぶりの新作。
CD盤、CD+DVD盤、CD+BOOK盤、CD+GOODS盤の4形態でリリースされる。CD+DVD盤には「私」のMVおよびメイキング画像を収録したDVDが、CD+BOOK盤には「今の大塚愛を見せる」のコンセプトの元で大塚本人がスタイリングを行ったスタイルブックがそれぞれ付属する。CD+GOODS盤はファンクラブおよびmu-mo限定販売で、モバイルチャージャーを同梱する。ジャケット写真は、大塚が自分でシャッターを押して撮影したセルフポートレートとなっている。

## 収録曲
| 全作詞・作曲: aio、全編曲: aio×cap。 |                                   |           |            |                                               |      |
| #                                    | タイトル                          | 作詞      | 作曲・編曲 | 備考                                          | 時間 |
| 1.                                   | 「私」                            | aio       | aio        | 弦編曲：弦一徹 弦楽器演奏：弦一徹ストリングス | 3:47 |
| 2.                                   | 「サクラハラハラ」                | aio       | aio        | 琴演奏：吉永真奈                              | 4:30 |
| 3.                                   | 「女子シェルター」                | aio       | aio        |                                               | 4:13 |
| 4.                                   | 「私 (Instrumental)」             | aio       | aio        | CD盤のみ                                      | 3:46 |
| 5.                                   | 「サクラハラハラ (Instrumental)」 | aio       | aio        | CD盤のみ                                      | 4:30 |
| 6.                                   | 「女子シェルター (Instrumental)」 | aio       | aio        | CD盤のみ                                      | 4:13 |
| 合計時間:                            | 合計時間:                         | 合計時間: | 25:07      |                                               |      |

| #  | タイトル             | 作詞 | 作曲・編曲 | 時間 |
| -- | -------------------- | ---- | ---------- | ---- |
| 1. | 「私 -Music clip-」  |      |            | 3:49 |
| 2. | 「Making」(特典映像) |      |            |      |

### 曲解説
1. 私
フジテレビ系テレビドラマ木曜劇場『嫌われる勇気』主題歌[4][6][7]。大塚がテレビドラマ主題歌を担当するのは「PEACH」以来約9年ぶりとなる[7]。
同ドラマの主人公・庵堂蘭子のキャラクターをイメージした楽曲で[6]、"私をもっと生きよう"がテーマとなっている[4]。大塚は本曲について、「ウォーキングのテンポに合いそうな、一歩前に踏み出したくなるような、そして背中を押されるような力強い曲調をイメージしました」と話している[4][6]。
MVは、大塚がピンク色に染まった無人の街を歩くという内容になっている[8][9]。無人の街を表現するため、他の人間や動く車などは撮影終了後に編集作業で消去している[9]。大塚は「一歩踏み出す勇気、そこに踏みとどまってはいられない、とにかく一歩一歩、前に進んでいくんだ、という思いを込めました」と話している[8][9]。
2. サクラハラハラ
体験型デジタルアート展「FLOWERS by NAKED 2017 -立春-」テーマソング[3][4][10][11]。書き下ろし曲ではなく、制作中であった楽曲のタイトルを聞いた「FLOWERS by NAKED」総合演出担当の村松亮太郎のオファーでテーマソングに起用された[11]。
MVは同アート典内の桜を題材としたアート空間「桜彩」で撮影された[10]。
3. 女子シェルター
マイナビウーマン上で大塚が行っている連載内での恋愛相談がもとになって制作された楽曲[11]。